# DQ (Sänger)
DQ (* 1973 in Næstved als Peter Andersen) ist ein dänischer Sänger und Travestiekünstler.

## Hintergrund
Er gewann den Dansk Melodi Grand Prix 2007 und durfte somit Dänemark im Halbfinale des Eurovision Song Contest 2007 in Helsinki mit dem Lied Drama Queen vertreten. Er erreichte mit insgesamt 45 Punkten den 19. Platz im Halbfinale und konnte sich damit nicht für das Finale qualifizieren.